# Carriage return
Carriage return (zkratka CR, Unicode ␍, česky „návrat vozíku“) je v počítačové terminologii název pro speciální netisknutelný řídící znak, který posune kurzor na začátek řádku.
ASCII kód tohoto znaku je 0x0D (šestnáctkově) respektive #13 (desítkově).
V případě dálnopisů se při přijetí tohoto znaku posunul válec s papírem na začátek řádku. U jehličkových tiskáren je tento znak pokynem k posunu tiskové hlavy k levému okraji papíru. Počítačový terminál na tento znak obvykle reaguje posunem kurzoru na začátek řádku.
Jako speciální znak v textových řetězcích se mnoha jazycích uvádí jako \r. Někdy je vyjadřován také jako ^M (jde o řídící znak control+M).